# Mai 1877

## Événements
- Le général britannique Gordon Pacha (1833-1885) devient gouverneur (hikimdar) de la province équatoriale de l’Égypte (1877-1879). Il soumet le Soudan oriental, lutte contre la traite et arrête la révolte du Darfour.
  - Gordon confie à l’Italien Romolo Gessi, qui a servi sous ses ordres, le soin d’éliminer les marchands d’esclaves arabes du Bahr el-Ghazal. Gessi les bât, exécute leur chef Souleiman et délivre 10 000 captifs (1879). Un autre italien, Messedaglia, est chargé d’administrer le Darfour.

- 8 mai : les Ottomans bombardent Brăila et les villes roumaines du Danube.

- 11 mai :
  - La Chambre des députés de Bucarest déclare la guerre à la Porte puis prend acte de « l’indépendance absolue de la Roumanie ».
  - Décret du Portugal organisant l'exploration de la zone entre l'Angola et le Mozambique.

- 16 mai, France : « crise du 16 mai ». Mac-Mahon contraint le président du Conseil des ministres, Jules Simon, à la démission sous la pression des conservateurs qui lui reprochaient de céder aux exigences des républicains.

- 17 mai, France : Albert de Broglie forme un gouvernement de droite que la Chambre refuse. Le Sénat prend parti pour le nouveau ministère et la récuse (fin le 19 novembre).

- 20 mai, France : les républicains signent le manifeste des 363 contre une politique de réaction et d’aventure.

- 31 mai : création de la Fédération nationale libérale à Birmingham au Royaume-Uni.

- 29 mai : assassinat de Yakub khan (Ya'qoûb-beg), maître du Tarim (Kachgarie). Les Chinois décident d’entamer la reconquête de la région (1877-1878).

## Naissances
- 7 mai : Jean-Bertrand Pégot-Ogier, peintre et dessinateur français († 2 octobre 1915).
- 9 mai : Morin-Jean, archéologue, peintre, graveur et illustrateur français († 9 mars 1940).
- 11 mai : Jeanne Baudot, peintre française († 27 juin 1957).
- 13 mai : William John Sinclair, géologue et paléontologue américain († 25 mars 1935).
- 17 mai : Émile Daru, écrivain, journaliste et professeur français († 28 octobre 1965).
- 24 mai : Pierre Forthomme, homme politique belge († 2 décembre 1959).
- 26 mai : Isadora Duncan, danseuse américaine mondialement reconnue.

## Décès
- 4 mai : Charles Wilson, maire de Montréal.